# 永田純夫
永田 純夫（ながた すみお、1954年〈昭和29年〉12月6日 - ）は、日本の政治家。愛知県清須市長（3期）。

## 来歴
1978年（昭和53年）3月、南山大学経営学部卒業。同年4月、清洲町役場に採用される。
2004年（平成16年）4月、西枇杷島町・清洲町・新川町合併協議会の事務局長に就任。2005年（平成17年）7月7日、清洲町は西枇杷島町、新川町と新設合併して清須市が発足する。2009年（平成21年）9月、清須市副市長に就任。
2016年（平成28年）12月5日、加藤静治・清須市長は、翌年の任期満了に伴う市長選挙に立候補しない考えを表明。
2017年（平成29年）7月23日に行われた清須市長選挙に、加藤静治の市政継承を訴えて立候補。隣接する名古屋市との合併を公約の前面に打ち出す前市議・元県議の渡辺秀人（減税日本推薦）を破り初当選を果たした。8月7日、市長就任。
※当日有権者数：54,404人 最終投票率：42.99%（前回比：-14.44pts）
| 候補者名 | 年齢 | 所属党派 | 新旧別 | 得票数   | 得票率 | 推薦・支持       |
| -------- | ---- | -------- | ------ | -------- | ------ | ---------------- |
| 永田純夫 | 62   | 無所属   | 新     | 13,505票 | 58.51% |                  |
| 渡辺秀人 | 58   | 無所属   | 新     | 9,575票  | 41.49% | （推薦）減税日本 |

2021年（令和3年）7月11日告示・18日投開票の市長選挙では永田以外の立候補者が現れなかったため無投票で再選した。
2025年（令和7年）7月13日告示・20日投開票の市長選挙では新人の木村亮太を破り3選。
※当日有権者数：54,677人 最終投票率：59.25%（前回比：+16.26pts）
| 候補者名 | 年齢 | 所属党派 | 新旧別 | 得票数   | 得票率 | 推薦・支持 |
| -------- | ---- | -------- | ------ | -------- | ------ | ---------- |
| 永田純夫 | 70   | 無所属   | 新     | 17,972票 | 56.32% |            |
| 木村亮太 | 39   | 無所属   | 新     | 13,938票 | 43.68% |            |

## 市政
- 2020年（令和2年）5月1日、新型コロナウイルス対策の財源に充てるため、自身の月額給与を1カ月分全額カットすると発表した。副市長と教育長については、1カ月分の50％をカットする。また市議会議員についても月額給与の1カ月分が全額カットされることが発表された[8][9]。